# Экономическая модель

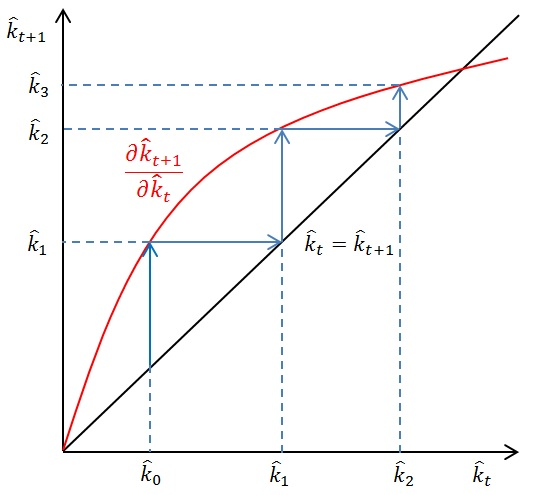
Пример графического выражения экономической модели - модель пересекающихся поколений

Экономи́ческая моде́ль — формализованное описание различных экономических явлений и процессов. 
Экономические модели позволяют отвлечься от второстепенных элементов и позволяют сосредоточиться на главных элементах системы и их взаимосвязях. Экономические модели выступают абстрактным отражением реальности и поэтому не могут быть всеобъемлющими.

## Классификация
- по степени обобщения (абстрактно-теоретические и конкретно-экономические)
- по степени конкретизации
- по масштабности
- по характеру взаимосвязи элементов
- по степени структуризации (малоразмерные и многоразмерные)
- по степени охвата (закрытые и открытые)
- по учёту времени, как фактора, определяющего явления и процессы
- с точки зрения характера взаимосвязи элементов

### Популярные модели в макроэкономике
- модель круговых потоков
- Кейнсианский крест
- модель AD-AS
- модель IS-LM
- модель Баумоля-Тобина[1]
- модель воспроизводства Маркса
- модель Солоу
- модель Харрода — Домара
- модель мультипликатора-акселератора
- модель финансового акселератора

В каждой модели выделяют 2 типа переменных:
- Экзогенные переменные — переменные, задающиеся извне, значения которых задаются вне модели.
- Эндогенные переменные — переменные, значение которых формируется внутри модели.

Данные переменные делятся на 2 группы: показатели потоков и показатели запасов.
- Поток — показатель, характеризующий количество за определённый период времени.
- Запас — показатель, характеризующий количество на определённый момент, на какую-то дату.

При построении моделей  используются четыре вида функциональных зависимостей:
- Дефиниционные отражают содержание или структуру изучаемого явления или процесса.
- Поведенческие показывают предпочтения экономических субъектов.
- Технологические характеризуют технологические зависимости в экономике, отражают связи, определяемые факторами производства, уровнем развития производительных сил, научно-технического прогресса.
- Институциональные выражают институционально установленные зависимости; определяют связи между теми или иными экономическими показателями и государственными институтами, регулирующими экономическую деятельность.

В отличие от микроэкономики, в макроэкономике огромную роль имеет фактор времени. Важное значение придается ожиданиям экономических субъектов.

## Группы ожиданий
- Ожидание ex post- оценка субъектами прошлого накопленного опыта.
- Ожидание ex ante- прошлые оценки экономической ситуации. В настоящее время выделяется три вида ожиданий "ex ante": статические, адаптивные и рациональные ожидания. Первые используются преимущественно в кейнсианских концепциях, вторые - в монетаристских, третьи - в неоклассических концепциях. Статические ожидания означают, что в будущем экономические субъекты ориентируются на те же параметры конъюнктуры, которые имеют место в настоящем.  Адаптивные ожидания можно интерпретировать известной поговоркой "на ошибках учатся". То есть экономические субъекты строят свое поведение исходя из прошлого опыта, но корректируют свои ожидания, во-первых, исходя из собственных ошибочных оценок прошлого, во-вторых, исходя из очевидных изменений экономической конъюнктуры.  Можно сказать, что адаптивным ожиданиям подвержено большинство таких экономических субъектов, как домохозяйства, отчасти фирмы, то есть те, у кого нет достаточно точных сведений об изменениях экономической конъюнктуры.  Рациональные ожидания предполагают, что экономические субъекты формируют свои планы и строят свое поведение исходя из анализа всей доступной на данный момент информации. Рационально действующие экономические субъекты не только учитывают ошибки прошлого опыта, но и заглядывают в будущее. Принимая свои решения, они опираются на собственные представления о модели управления экономикой и привлекают всю доступную информацию об ожидаемых событиях, которые могут повлиять на экономическую конъюнктуру. Это позволяет им при отсутствии неожиданных потрясений достаточно точно предвидеть будущие изменения. В результате получается, что субъекты, формируя свои прогнозы относительно будущего уровня цен, делают это таким же образом, как рынок определяет фактические цены.

## Этапы создания экономической модели
1. В первую очередь при создании экономической модели происходит отбор переменных. Различают экзогенные и эндогенные переменные. Экзогенные переменные вводятся в экономическую модель извне и задаются в первую очередь, перед началом создания самой модели. Вторые же выявляются главным образом в процессе построения.
2. Далее, после отбора переменных, происходит определение различных допущений для того, чтобы не усложнять экономическую модель. Например, в модели кривой производственных возможностей рассматриваются всего два вида производимых товаров, неизменное количество ресурсов и отсутствие внешнеэкономических связей.
3. Далее осуществляется выдвижение гипотезы, которая должна быть подтверждена или опровергнута экономической моделью. В экономике это короткое предложение, в котором осуществляется попытка объяснить, как связаны между собой эндогенные переменные. [2]